# Mlinište (Bośnia i Hercegowina)
Mlinište (cyr. Млиниште) – wieś w Bośni i Hercegowinie, w Republice Serbskiej, w gminie Mrkonjić Grad. W 2013 roku liczyła 6 mieszkańców.